# Parrocchia di Saint Luke
La parrocchia di Saint Luke si trova nella parte sud-occidentale dell'isola di Dominica e conta 1.576 abitanti. Si tratta della parrocchia più piccola e meno abitata dell'isola.
Confina a nord con Saint George, a est con Saint Patrick e a sud con Saint Mark.

## Località
L'unico insediamento della parrocchia e capoluogo è Pointe Michel.